# Tumori neuroendocrini
I tumori neuroendocrini sono neoplasie che originano dalle cellule del cosiddetto sistema neuroendocrino diffuso (SNED). 
Il concetto di sistema neuroendocrino diffuso deriva dall'evoluzione del precedente concetto di sistema APUD (Amine Precursor Uptake and Decarboxylation) formulato da A.G.E. Pearse nel 1968. Il sistema neuroendocrino è costituito da cellule che hanno sia le caratteristiche tipiche delle cellule endocrine, che producono gli ormoni, sia quelle tipiche delle cellule nervose. Le cellule neuroendocrine sono presenti in tutto l'organismo e, nei diversi organi, svolgono funzioni specifiche come regolare il flusso di aria nei polmoni o la velocità del cibo nel tratto gastrointestinale.
Rappresentano un gruppo eterogeneo di tumori a differente grado di differenziazione e malignità, caratterizzate da peculiari caratteristiche biologiche che permettono specifiche strategie di diagnosi e terapia. I NET gastrici (g-NET) provengono da cellule simil-enterocromaffini (ECL), le cellule che servono a controllare la secrezione acida dello stomaco e secernono serotonina e altri peptidi con funzione di controllo sulle altre cellule gastriche.
I tumori neuroendocrini gastrici ben differenziati, quindi con cellule tumorali di grado 1, rappresentano il 5-15% dei casi di neoplasie neuroendocrine nel tratto gastrointestinale. Tra i g-NET,  i tumori di tipo 3 rappresentano la sottocategoria più aggressiva, con la più alta incidenza di infiltrazione linfovascolare e metastasi alla diagnosi.

## Storia
La prima descrizione di un tumore neuroendocrino nella letteratura scientifica si deve a Sigrifid Oberndorfer che nel 1907 pubblicò la prima descrizione di un tumore neuroendocrino, caratterizzato da bassa aggressività clinica che denominò pertanto carcinoide per distinguerlo dai già conosciuti e più aggressivi carcinomi dell'intestino (voce bibliografica 1).

## Epidemiologia e fattori di rischio
I tumori neuroendocrini sono relativamente rari, anche se il numero di nuovi casi/anno (incidenza) ha registrato un costante incremento negli ultimi tre decenni raggiungendo circa 16 nuovi casi ogni 100000 persone ogni anno. Possono essere associati a sindromi genetiche come la Neoplasia endocrina multipla di tipo 1 o 2, oppure alla Sindrome di von Hippel-Lindau. Tra i fattori di rischio delle forme sporadiche sembrano esservi obesità, sindrome metabolica e diabete, in particolare per i tumori neuroendocrini del tratto gastro-entero-pancreatico (GEP-NET).

## Tipologie
In base all'aspetto delle cellule tumorali al microscopio, i tumori neuroendocrini si possono suddividere in:
- Ben differenziati: che crescono piuttosto lentamente e sono meno aggressivi di altri tipi di tumori neuroendocrini, ma sono comunque maligni e possono dare metastasi anche molti anni dopo la scoperta del tumore primario.
- Scarsamente differenziati: che crescono molto velocemente e possono generare metastasi in tempi brevi.

In base alle caratteristiche cliniche si possono invece suddividere in:
- Funzionanti: che si manifestano con un aumento della produzione e secrezione di sostanze attive dal punto di vista biologico (come gli insulinomi, dove aumenta la produzione di insulina)
- Non funzionanti: sono circa il 70% dei tumori neuroendocrini e sono caratterizzati dal non produrre sostanze attive.

Un'ulteriore suddivisione può inoltre essere fatta in base all'organo o al tipo di cellule interessate in:
- Tumori neuroendocrini del tratto gastro-entero-pancreatico: rappresentano oltre il 2% dei tumori del tratto gastrointestinale e il 60-70% dei tumori neuroendocrini
- Tumori neuroendocrini polmonari: possono essere a loro volta suddivisi in iperplasie delle cellule neuroendocrine e tumourlets (Carcinoide polmonare tipico), carcinomi non-microcitomi con differenziazione neuroendocrina (NSCLC-ND) e altri tumori polmonari con caratteristiche neuroendocrine
- Tumori neuroendocrini timici:
- Feocromocitoma
- Carcinoma a cellule di Merkel: ha origine dalle cellule che producono ormoni, situate sotto la cute e i follicoli piliferi, e si sviluppa in maniera diffusa a livello cutaneo.

I tumori neuroendocrini possono comunque colpire altri organi quali cistifellea, Vie biliari, Ovaia, testicolo, Vescica urinaria, prostata, rene e anche l'occhio.

## Sintomi
Spesso i tumori neuroendocrini restano per molto tempo completamente asintomatici portando così a ritardi nella diagnosi. In altri casi invece i sintomi sono aspecifici e correlati ad altre patologie non oncologiche.
In generale i sintomi dipendono dall'organo coinvolto e dalle sostanze biologicamente attive che il tumore produce (ad esempio serotonina, insulina, adrenalina e istamina).
Tra i sintomi comuni si riscontrano ipertensione, mal di testa, febbre, sudorazione, vomito, cambiamento delle abitudini intestinali e urinarie, sudorazione profusa, tachicardia, iperglicemia, ipoglicemia, diarrea, perdita dell'appetito, diminuzione o aumento del peso corporeo, Esantema, tosse persistente, arrossamenti della pelle, aumento della frequenza cardiaca e difficoltà respiratorie.

## Diagnosi
La diagnosi di tumore neuroendocrino è per tutti i medici molto difficile, ma come per tutte le malattie la visita diretta è il primo e fondamentale passo.
Per la diagnosi dei tumori neuroendocrini possono essere di utilità clinica la determinazione dell'acido vanilmandelico nelle urine delle 24 ore o le più specifiche catecolamine  urinarie o la ricerca dei loro metaboliti (metanefrine) nel sospetto di feocromocitoma ed il dosaggio dell'acido 5-idrossi-indolo-acetico (5-HIAA) sempre nelle urine nei casi associati a sindrome da carcinoide. Tra i markers circolanti aspecifici il più utilizzato nella pratica clinica è il dosaggio della Cromogranina A circolante. 
È inoltre, possibile avvalersi anche della ricerca di altri marcatori neuroendocrini circolanti quali l'enolasi neurono specifica (NSE) utile tuttavia solamente nel follow up del microcitoma polmonare e del neuroblastoma. Sono utilizzabili inoltre alcuni markers neuroendocrini specifici circolanti per individuare l'ipersecrezione da parte del tumore, come l'insulina, il glucagone, la gastrina, il VIP, la somatostatina.
In campo diagnostico sono molto utili anche le tecniche per immagini (Tomografia Computerizzata, TC e Risonanza Magnetica, RM) che possono permettere di individuare la sede del tumore primitivo, i rapporti che tali neoplasie contraggono con i tessuti circostanti e le eventuali localizzazioni metastatiche.
Sono disponibili alcune specifiche tecniche medico-nucleari, come l'Octreoscan e la PET con il Ga68-DOTATOC o DOTATATE, che utilizzano sostanze che presentano un'elevata affinità per il tessuto neuroendocrino analoghi della somatostatina radiomarcati.
Queste metodiche sono utilizzabili per la diagnosi, la stadiazione e il follow-up di tali neoplasie.

## Classificazione
Il sistema classificativo viene periodicamente aggiornato dall'organizzazione Mondiale della Sanità, (W.H.O.) e pubblicato su specifici volumi, denominati "Blue Book"

## Terapia
Per la cura dei tumori neuroendocrini è di fondamentale importanza rivolgersi a centri altamente specializzati nei quali sia possibile stabilire una terapia personalizzata con approccio multidisciplinare. 
Il primo approccio terapeutico è, ove possibile, chirurgico. Qualora questo non sia possibile oppure non possa essere radicale, sono state sviluppate per i tumori neuroendocrini specifiche terapie biologiche o "target".
Nelle forme ben differenziate possono essere inoltre utilizzate terapie loco-regionali quali la embolizzazione, radiofrequenze, microonde, radioembolizzazione od in casi estremamente selezionati il trapianto di Fegato. La chemioterapia e la radioterapia rappresentano invece le terapie di scelta nelle forme scarsamente differenziate, anche se recentemente sta proponendosi il ruolo della "immunoterapia", recentemente approvato da EMA ed FDA per il trattamento del Carcinoma a cellule di Merkel, un tumore neuroendocrino particolarmente aggressivo della cute.
Lo studio scintigrafico o PET dell'espressione dei recettori per la somatostatina consente anche di trattare le lesioni captanti i radiofarmaci diagnostici con un'alta dose di radiazioni, somministrata utilizzando le stesse molecole marcate con isotopi beta emittenti al posto del Gallio-68 (emittente positroni). Tale approccio e definito teranostico ed ha dimostrato su uno studio condotto su 500 pazienti un netto incremento delle risposte terapeutiche e della sopravvivenza.